# Сражение под Тастобе
Сраже́ние под Та́стобе (каз. Тастөбе шайқасы) — сражение 3 (15) ноября 1837 года между казахскими повстанцами и карательными отрядами Карла Геке в ходе восстания казахских шаруа против Российской империи. Во главе повстанцев стоял казахский батыр Исатай Тайманов.

## Предыстория
С 12 (24) октября 1837 по 25 октября (6 ноября) 1837 года Исатай Тайманов вместе с Махамбетом Утемисовым осаждали Ханскую ставку и выставили требования Жангир-Керей-хану. Осада длилась две недели, и только с приходом подкрепления в лице русских отрядов, повстанцам пришлось снять осаду и отступить. Повстанцы были взяты в кольцо и тогда Исатай во главе отряда повстанцев из 1000 человек совершил нападение на выступивший из Кулагинской крепости отряд подполковника Меркулова в местности Жидели. Под натиском превосходящих сил повстанцев, Меркулову пришлось отступить к другим казачьим отрядам.

### Силы сторон
28 октября (9 ноября) 1837 года, Карл Геке во главе подчиненных ему казаков также возглавил ханский отряд Жангир-Керей-хана численностью в 400 человек. Карл Геке также соединился с отступающим отрядом Меркулова. Через некоторое время к ним на вооружение подступили две пушки. Повстанцам Исатая Тайманова противостояли 700 человек казачьих войск и свыше 400 человек ханского отряда. Отряды повстанцев Исатая Тайманова состоял из 500 отборных джигитов.

## Сражение

### Ход сражения
3 (15) ноября 1837 года произошло сражение под Тастобе. Исатай Тайманов контролируя место сражения с 500 джигатами, рассчитывал отбросить карателей внезапным нападением. В первой половине дня превосходство было на стороне повстанцев, однако на ружейные выстрелы повстанцев, Карл Геке ответил пушечной пальбой. Разрывы снарядов в гуще повстанческих отрядов решили исход сражения.

### Потери сторон
Со стороны казаков было трое раненых. Отряд повстанцев же потерял 60 джигитов и не имея возможности противостоять пушкам, отряд разделился на группы и отступил. По окончанию сражения было много погибших и попавших в плен повстанцев. Исатаю удалось оторваться от преследовавших его карателей.

## Последствия
Поражение повстанцев Исатая Тайманова под Тастобе оказало огромное влияние на дальнейший ход восстания казахских шаруа. Казахские шаруа разошлись по своим аулам и численность повстанцев уменьшилась. С Исатаем осталось лишь пару десятков верных ему соратников. Карательные отряды казачьих есаулов «Истомина» и «Трофимова» грабили уже беззащитные казахские аулы и угоняли у них скот.
Зимой повстанцам удалось уйти на левобережье Урала и сформировать новые и значительные силы. Следующее и завершающее сражение повстанцев с карательными отрядами состоялось 30 июня (12 июля) 1838 года в районе междуречья Акбулак и Киил (Кыил).